# ایهور سیلانتیف
ایهور سیلانتیف (اوکراینی: Ігор Ігорович Силантьєв؛ زادهٔ ۳ ژانویهٔ ۱۹۹۱) بازیکن فوتبال اهل اوکراین است.
از باشگاه‌هایی که در آن بازی کرده‌است می‌توان به باشگاه فوتبال چورنومورتس اودسا اشاره کرد.
وی همچنین در تیم‌های ملی فوتبال Ukraine national under-16 football team, Ukraine national under-17 football team، و زیر ۲۱ سال اوکراین بازی کرده‌است.